# La verità (Cosmo)
La verità è un singolo del cantautore italiano Cosmo, pubblicato l'11 novembre 2022.

## Descrizione
Il brano nasce durante alcune tappe del tour La prima festa dell'amore e parla di creare possibilità di aggregazione in modo sano, concetto al quale l'artista è molto legato. Inoltre, tramite un post pubblicato sui suoi profili social, ha spiegato così la genesi del brano:

## Video musicale
Il videoclip, diretto da Gabriele Bertotti, è stato pubblicato il 21 novembre 2022 sul canale YouTube del cantante.

## Tracce
Testi di Marco Jacopo Bianchi, musiche di Marco Jacopo Bianchi e Alessio Natalizia.
1. La verità – 3:40